# Macroceromys parens
Macroceromys parens is een vliegensoort uit de familie van de Xylomyidae. De wetenschappelijke naam van de soort is voor het eerst geldig gepubliceerd in 1885 door Williston.